# 翁库尔 (上马恩省)
翁库尔（法語：Voncourt，法語發音：[vɔ̃kuʁ]）是法国上马恩省的一个市镇，属于朗格勒区。

## 地理
翁库尔（47°42'52"N, 5°40'20"E）面积3.5 平方千米，位于法国大東部大區上马恩省，该省份为法国东北部内陆省份，北起马恩省和默兹省，西接奥布省，西南接科多尔省，东南接上索恩省，东临孚日省。
与翁库尔接壤的市镇（或旧市镇、城区）包括：布吉尼翁莱莫雷、法兰库尔、普雷西尼、萨维尼、瓦勒鲁瓦。

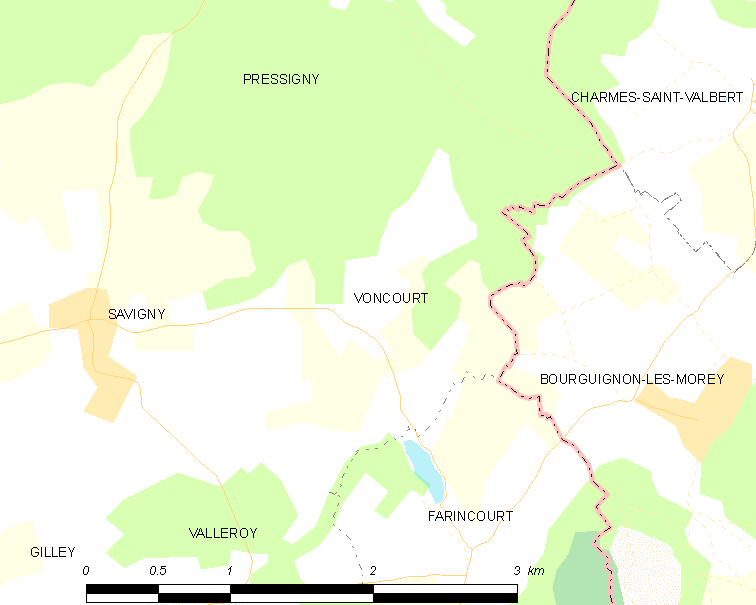
的OSM定位图

翁库尔的时区为UTC+01:00、UTC+02:00（夏令时）。

## 行政
翁库尔的邮政编码为52500，INSEE市镇编码为52546。

## 政治
翁库尔所属的省级选区为沙兰德雷县。

## 人口

1962-2008年间人口变化图示

翁库尔于2022年1月1日时的人口数量为17人。